# سیدگتوش
سیدگتوش، روستایی از توابع بخش مرکزی شهرستان رامهرمز در استان خوزستان ایران است.

## جمعیت
این روستا در دهستان حومه‌شرقی قرار دارد و براساس سرشماری مرکز آمار ایران در سال ۱۳۸۵، جمعیت آن ۲۵ نفر (۷خانوار) بوده‌است.